# Phalangopsis arenita
Phalangopsis arenita är en insektsart som beskrevs av Carina Marciela Mews och Carlos Frankl Sperber 2008. Phalangopsis arenita ingår i släktet Phalangopsis och familjen syrsor. Inga underarter finns listade i Catalogue of Life.